# 田口利八
田口 利八（たぐち りはち、1907年2月25日 - 1982年7月28日）は、日本の実業家、西濃運輸（セイノーホールディングス）創業者。勲二等旭日重光章受章者。

## 経歴
長野県西筑摩郡読書村（後の木曽郡南木曽町）に、農家の長男として生まれる。
1922年、大桑尋常小高等科を卒業。兵役に従い、1928年には中国に従軍した。
1930年に岐阜県益田郡萩原町（後の下呂市）で田口自動車を創業し、月賦で購入した中古トラック1台のみによる運輸業を始めた。1933年には、会社を大垣市に移した。1941年には西濃トラック運輸を創業するなど事業展開を図ったが、1942年に戦時陸運統制令により集約合同された。
第二次世界大戦後の1946年に合同会社より分散する形で水都産業を創業して事業を再興、1948年に西濃トラック運輸、次いで1955年に西濃運輸（後のセイノーホールディングス）と社名を改称した。この間、1947年には、トラックによる長距離輸送計画を立て、当時の運輸省に免許を申請し、交渉を重ねて最終的に長距離トラック輸送を実現する。これは長距離輸送では鉄道を用いるという、当時の常識を覆すものであった。同社は車両6千台を超える規模に成長し、田口は「トラック王」と称されるまでになった。社長時代には、30年間にわたり岐阜県の長者番付第1位に座り続けていた。1971年から1982年まで、大垣商工会議所会頭を務めるなど、多数の公的役職にも就いていた。1981年に、全日本トラック協会会長に就任するとともに、西濃運輸社長職を長男に譲って同社会長となった。
田口は、1967年に財団法人田口福寿会を設立しており、社長を退任することとなった1981年には、当時時価120億円相当であった自身所有の西濃運輸の株式を、田口福寿会に寄付した。
1983年に大垣市の西濃運輸の敷地内に開館した「西濃記念館」は、1947年から1966年まで本社として使用された建物であり、その社長室には田口が使った木机や眼鏡などが展示されている。

## 受賞など
- 1960年：陸運功労賞[1]
- 1965年：藍綬褒章[1]
- 1977年：勲二等旭日重光章[1]
- 1982年：大垣市功労者 名誉市民（死後追贈）[7]